# 나라 이쿠에이 중학교·고등학교
나라 이쿠에이 중학교·고등학교(奈良育英中学校・高等学校)는 일본의 나라현 나라시 중학교 및 고등학교이다.